# Hildebrandtia
Hildebrandtia, rod slakovki smješten u tribus Cresseae, dio potporodice  Convolvuloideae. Sastoji se od 11 vrsta grmova rasprostranjenih po tropskoj sjeveroistočnoj i istočnoj tropskoj Africi (8), Arapskom poluotoku (1, u Omanu i Jemenu) i Madagaskaru (3). 
Tipična vrsta je Hildebrandtia africana. Rod je opisan u Sitzungsberichte der Gesellschaft Naturforschender Freunde zu Berlin 1876: 7. 1876.

## Vrste
1. Hildebrandtia africana Vatke
2. Hildebrandtia aloysii (Chiov.) Sebsebe
3. Hildebrandtia austinii Staples
4. Hildebrandtia diredawaensis Sebsebe
5. Hildebrandtia linearifolia Verdc.
6. Hildebrandtia obcordata S.Moore
7. Hildebrandtia promontorii Deroin
8. Hildebrandtia sepalosa Rendle
9. Hildebrandtia sericea Hutch. & E.A.Bruce
10. Hildebrandtia somalensis Engl. ex Peter
11. Hildebrandtia valo Deroin

## Sinonimi
- Dactylostigma D.F.Austin; Phytologia 25(7): 426 (1973)
- Pterochlamys Roberty; Candollea 14: 23 (1952)
- Sabaudiella Chiov.; Nuov. Giorn. Bot. Ital. no. s. 36: 366 (1929)